# Премія НАН України імені М. Д. Стражеска
Премія імені Стражеска Миколи Дмитровича — премія НАН України «За видатні наукові роботи в галузі лікування внутрішніх хвороб, кардіології». Встановлена у 1991 році.

## Лауреати премії
1983 — Мала Любов Трохимівна.
1992 — Пелещук Анатолій Петрович.
1993 — Бобров Володимир Олексійович.
1995 — Дмитро Федорович Чеботарьов.
1997 — Мала Любов Трохимівна.
2008 — Мойбенко Олексій Олексійович, Досенко Віктор Євгенович, Пархоменко Олександр Миколайович.
2011 — Федорів Ярема-Роман Миколайович, Регедя Михайло Степанович, Трутяк Ігор Романович.
2014: за серію праць «Лікування артеріальної гіпертензії».
- Коваленко Володимир Миколайович — академік НАМН України, директор Державної установи "Національний науковий центр «Інститут кардіології імені академіка М. Д. Стражеска» НАМН України
- Свіщенко Євгенія Петрівна, доктор медичних наук, керівник відділу Державної установи "Національний науковий центр «Інститут кардіології імені академіка М. Д. Стражеска» НАМН України
- Сіренко Юрій Миколайович, доктор медичних наук, керівник відділу Державної установи "Національний науковий центр «Інститут кардіології імені академіка М. Д. Стражеска» НАМН України

2017: за монографію «Ішемічна хвороба серця у пацієнтів із цукровим діабетом»
- Руденко Анатолій Вікторович — академік Національної академії медичних наук України, заступник директора Державної установи «Національний інститут серцево-судинної хірургії ім. М. М. Амосова» Національної академії медичних наук України
- Мітченко Олена Іванівна — доктор медичних наук, завідувач відділу Державної установи "Національний науковий центр «Інститут кардіології імені академіка М. Д. Стражеска» Національної академії медичних наук України[5]